# 葛枣猕猴桃
葛枣猕猴桃（学名：Actinidia polygama）又稱葛枣子（辽宁）、木天蓼（《唐本草》、日语），是猕猴桃科猕猴桃属的植物。分布在俄罗斯、朝鲜、日本以及中国大陆的湖南、云南、黑龙江、山东、贵州、湖北、河北、陕西、河南、甘肃、吉林、辽宁等地，生长于海拔500米至1,900米的地区，见于山林中。
其植株中由於含有荆芥内半缩醛等生物鹼而會使家貓等貓科動物產生舔舐、翻滾、流涎等興奮效果，與貓薄荷類似。

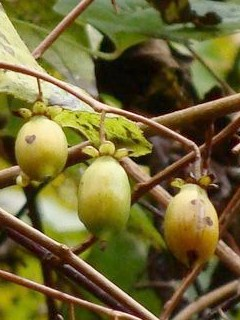
果实，摄於青森县大鰐町折紙

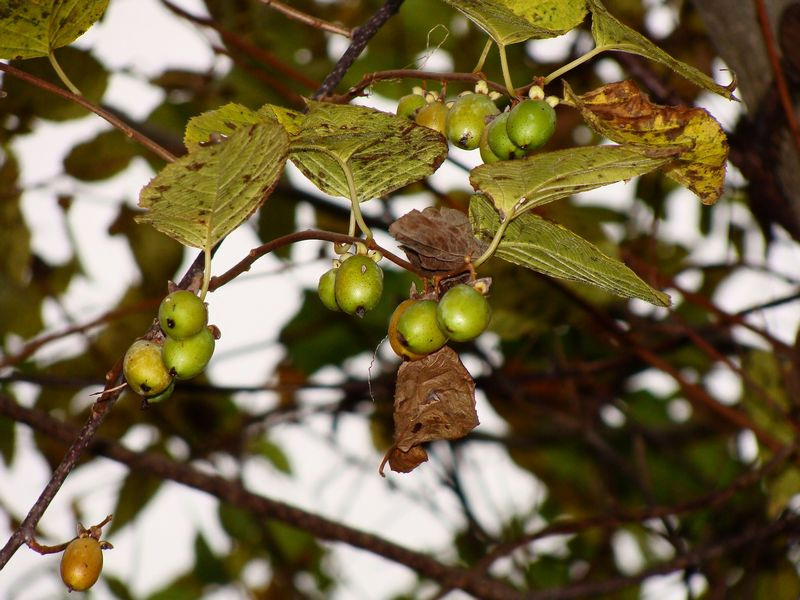
果实，摄於青森县大鰐町折紙

## 异名

一只因木天蓼兴奋的猫

- Actinidia polygama (Sieb. et Zucc.) Planch. ex Maxim. var. puberula C. Y. Chang

## 延伸阅读
[在维基数据编辑]
 《欽定古今圖書集成·博物彙編·草木典·木天蓼部》，出自陈梦雷《古今圖書集成》